# Ouvrage du Mont-Agel
L'ouvrage du Mont-Agel, appelé aussi fort du Mont-Agel ou forteresse du Mont-Agel pour la partie la plus ancienne, est une fortification faisant partie de la ligne Maginot, située sur la commune de Peille dans le département des Alpes-Maritimes. Il est perché sur le mont Agel, surplombant Monte-Carlo et le littoral.
Il s'agit d'un gros ouvrage, dont la majorité des infrastructures sont souterraines, avec huit petits blocs émergeant en surface ; son armement consiste essentiellement en deux tourelles d'artillerie. Il a été construit à côté de l'ancien fort du Mont-Agel, datant de la fin du XIXe siècle. D'autres installations militaires étaient concentrées sur la plateau, avec notamment plusieurs positions d'artillerie à l'air libre.
L'ensemble devait défendre par les feux de son artillerie le passage par le littoral méditerranéen. Pendant les combats de juin 1940 contre l'armée italienne, son équipage arrosa les troupes adverses de plusieurs milliers d'obus. Depuis 1953, l'ouvrage est intégré au sein d'une base militaire de détection aérienne.

## Description

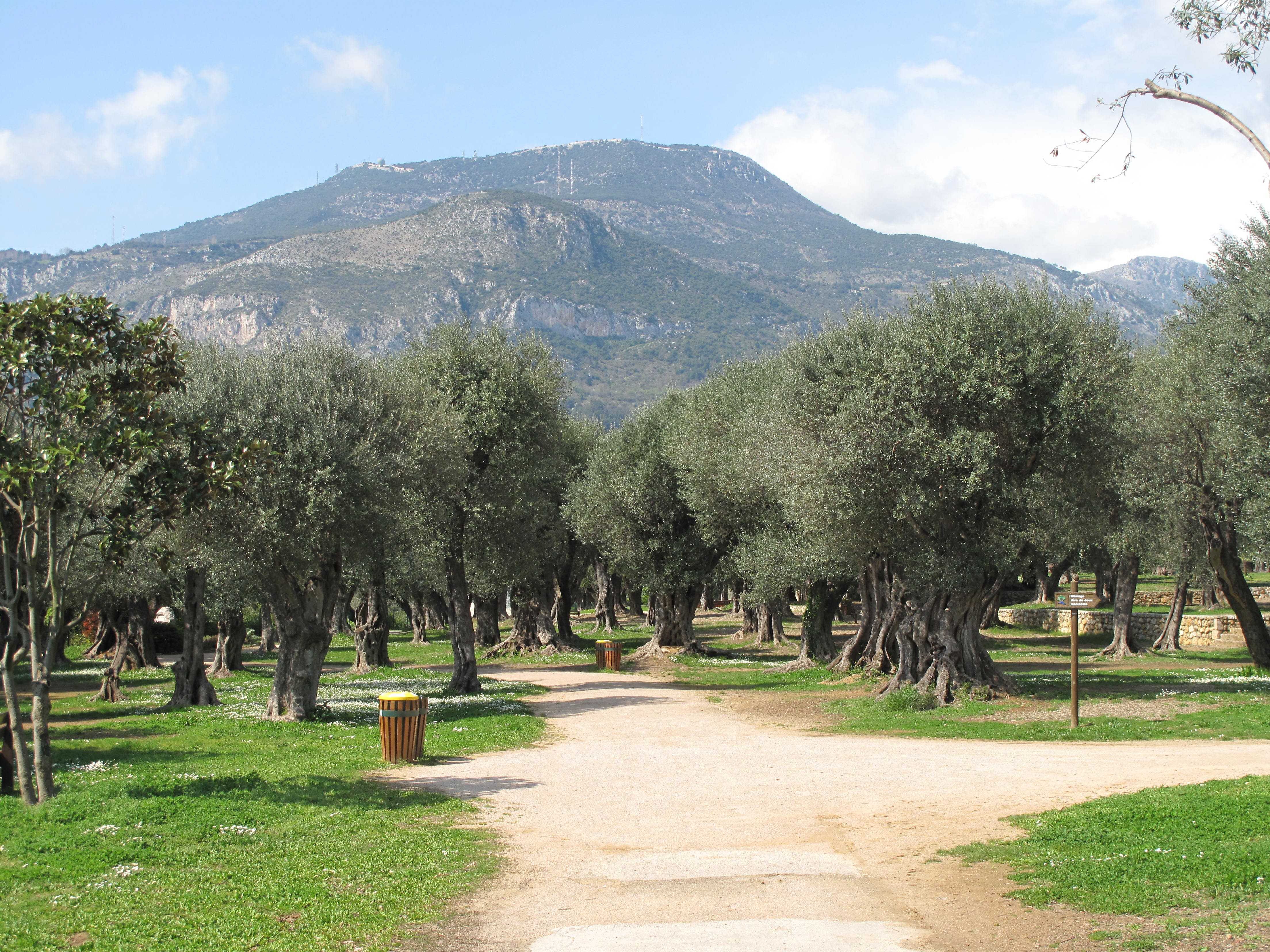
Le mont Agel, vu depuis Roquebrune.

L'ouvrage est construit sur le mont Agel (en provençal la « montagne où il gèle »), une hauteur des Préalpes de Nice formant une avancée entre les vallées du Paillon et du Gorbio, dominant la baie de Roquebrune. Ce mont est composé de couches de calcaires dolomitiques clairs fissurés (avec une faille active nord-est/sud-ouest), datant du Jurassique supérieur (au sommet) et moyen (haut des versants), avec plus bas des éboulis de pierraille (notamment à Fontbonne).
Le point culminant est à 1 148 mètres d'altitude, avec des versants couverts de résineux au nord-ouest, et de feuillus espacés au sud-est. Le sommet forme un petit plateau au relief irrégulier de 950 mètres du nord au sud et de 500 mètres de large, soit 55 hectares de superficie. L'ouvrage en lui-même n'occupe qu'une petite partie de la surface, concentré au sud-ouest, à environ 1 130 mètres d'altitude.

### Position sur la ligne
Les fortifications françaises construites dans les années 1930 (surnommées la « ligne Maginot ») sont organisées en 24 secteurs, eux-mêmes subdivisés en plusieurs sous-secteurs et quartiers. L'ouvrage du Mont-Agel fait partie du secteur fortifié des Alpes-Maritimes (SFAM), dans le sous-secteur des Corniches. Ce sous-secteur, le plus méridional, a la charge de défendre le littoral (notamment en bloquant la route des Corniches) et les vallées voisines contre une attaque débouchant de la frontière franco-italienne, le long d'une ligne correspondant du nord au sud aux communes de Castillon, Sainte-Agnès, Gorbio et Roquebrune-Cap-Martin. Il est subdivisé en trois « quartiers » : l'ouvrage du Mont-Agel est dans celui de Sainte-Agnès, soit celui correspond aux sommets dominants directement le littoral.
La défense était organisée en profondeur : d'abord la frontière elle-même était surveillée par le barrage routier de Pont-Saint-Louis et par les points d'appui légers des sections d'éclaireurs-skieurs (les SES, détachées des BCA). Ensuite, un peu plus en retrait, une série d'avant-postes forme une ligne de défense : chaque avant-poste, tenu par une section de fantassins, est de taille modeste tel que l'avant-poste du Collet-du-Pilon. Puis encore un peu plus à l'ouest, à environ cinq kilomètres de la frontière, se trouve la « ligne principale de résistance », composée d'une succession d'ouvrages bétonnés : les plus gros sont armés avec de l'artillerie et se soutiennent mutuellement en flanquement (ouvrages de Castillon, de Sainte-Agnès, de Roquebrune et de Cap-Martin), avec des ouvrages d'infanterie et de petites casemates dans les intervalles (tel que l'ouvrage du Col-des-Banquettes ou la casemate de Vesqui Nord).
Enfin, encore un peu plus en arrière, étaient implantées les installations de soutien, que ce soit les positions de tir de l'artillerie de position ou les installations logistiques (postes de commandement, dépôts de munitions, etc.). L'ouvrage du Mont-Agel est à seulement trois kilomètres de la baie de Roquebrune, mais en retrait de la ligne principale de résistance : l'ouvrage de Sainte-Agnès est à 3 700 mètres au nord-est, l'ouvrage de Roquebrune à 3 100 mètres plus à l'est, celui de Cap-Martin à 4 600 m au sud-est. Mont-Agel est en fait un ouvrage de soutien d'artillerie, couvrant avec ses deux tourelles tout le sous-secteur.

### Souterrains et blocs
Comme tous les autres ouvrages de la ligne Maginot, celui du Mont-Agel est conçu pour résister à un bombardement d'obus de très gros calibre. Les organes de soutien sont donc aménagés en souterrain, creusés au minimum sous douze mètres de roche, tandis que les organes de combat, dispersés en surface sous forme de blocs, sont protégés par d'épais cuirassements en acier et des couches de béton armé. En surface, les blocs sont dispersés pour réduire la taille des cibles. Chaque bloc de combat dispose d'une certaine autonomie, avec ses propres magasins à munitions, sa salle de repos, son PC, ainsi que son système de ventilation et de filtration de l'air. Étant donné que les positions de mise en batterie pour de l'artillerie lourde sont rares en montagne, le niveau de protection est moins important que dans le Nord-Est (les ouvrages construits en Alsace, en Lorraine et dans le Nord). Dans le Sud-Est (les Alpes), le niveau de protection pour les gros ouvrages est le no 3 (les petits ouvrages sont au no 2, voir au no 1 en haute-montagne) : les dalles des blocs d'artillerie font 2,5 mètres d'épaisseur (théoriquement à l'épreuve de deux coups d'obus de 300 mm superposés), les murs exposés 2,75 m, les autres murs, les radiers et les planchers un mètre. Pour le cas des blocs armés d'une tourelle, la dalle passe en protection no 4, soit une épaisseur de 3,5 mètres (de quoi résister à deux obus de 420 mm). L'intérieur des dalles et murs exposés est en plus recouvert de 5 mm de tôle pour protéger le personnel de la formation de ménisque (projection de béton à l'intérieur, aussi dangereux qu'un obus).
La caserne de temps de guerre, les salles des filtres à air, les systèmes de ventilation, les PC, le central téléphonique, la cuisine, les sanitaires, les magasins à munitions (notamment les M 2 au pied des blocs 5 et 6 : 6 400 obus de 75 mm y sont entreposés), les réservoirs d'eau, de gazole (de quoi tenir trois mois) et de nourriture sont tous en souterrain, reliés entre eux par une galerie équipée d'une voie ferrée étroite de 60 cm d'écartement où roulent des wagonnets poussés à bras (le modèle SE porte jusqu'à 600 kg : une caisse d'obus fait de 80 à 105 kg). Les entrées sont de plain-pied, tandis que les accès aux blocs se font par des puits avec escaliers et monte-charge.
En cas de coupure de l'alimentation électrique (du 210 volts alternatif, fournit par le réseau civil) nécessaire à l'éclairage, aux tourelles et aux monte-charges, l'ouvrage dispose d'une usine avec trois groupes électrogènes (un seul suffisait en régime normal), composés chacun d'un moteur Diesel Als.Thom de 140 ch couplé à un alternateur, complétés par un petit groupe auxiliaire (un moteur CLM 1 PJ 65, de 8 ch à 1 000 tr/min) servant à l'éclairage d'urgence de l'usine et au démarrage pneumatique des gros moteurs. Le refroidissement des moteurs se fait par circulation d'eau.

#### Entrées et téléphérique
Une singularité de l'ouvrage est de compter trois entrées différentes, alors que la règle dans les Alpes est plutôt d'avoir une seule entrée mixte (à deux portes). Les trois entrées sont spécialisées : une au sud pour les hommes (bloc 1), la deuxième plus au nord pour les camions (bloc 2) et la dernière pour le téléphérique (bloc 3). L'entrée des hommes se limite à une petite façade bétonnée encastrée dans la falaise, avec une porte blindée précédée d'une petite passerelle enjambant un petit fossé. L'entrée des camions (les véhicules se verront souvent remplacés par des convois de mulets) se fait par un pont-levis ajouré de 3,2 mètres de long franchissant le fossé diamant (qui sert à recevoir les débris de béton lors des bombardements), donnant sur le garage de déchargement formant sas, dont la défense est assurée par un blockhaus intérieur (avec deux créneaux pour fusil-mitrailleur), le tout clos par une porte blindée.
Une autre des particularités de l'ouvrage est d'être équipé d'un téléphérique (tout comme les ouvrages de Rimplas, de Roche-la-Croix, du Janus, du Sapey et du Pas-du-Roc), la route d'accès sinueuse ne permettant pas d'assurer un ravitaillement en obus correspondant aux volumes nécessaires (surtout en hiver). Chacune des 28 bennes (à matériel, citernes ou pour le transport d'un blessé) peut emporter jusqu'à 250 kg de matériel sur un parcours de 1 822 mètres de long et 480 mètres de dénivelée. Le bloc 3 correspond à la recette supérieure du téléphérique, tandis que la recette inférieure se trouve 1 800 mètres plus à l'ouest au hameau des Lacs (ou Pont des Lacs), sur la route de Peille (soit à 622 mètres d'altitude ; 43° 46′ 47,71″ N, 7° 23′ 57,34″ E). Le hall de réception du bloc 3 est défendu à l'intérieur par deux créneaux pour fusil-mitrailleur installés dans le mur de fond ; l'ouverture extérieure est fermée par une grille métallique, tandis que les accès à la galerie de l'ouvrage sont clos par des portes blindées.

#### Défense des dessus

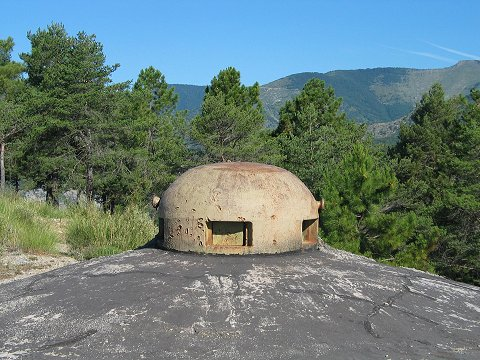
Une cloche GFM, ici sur l'ouvrage de l'Agaisen, voisin de celui du Mont-Agel.

Le bloc 4 est de taille modeste, bordant l'arrivée du téléphérique comme une simple caponnière du bloc 3. Il servait à assurer la défense des entrées, avec en façade deux créneaux pour fusil mitrailleur tirant vers le sud-est (l'un vers la route donnant sur les deux entrées, l'autre sur l'arrivée du téléphérique) ainsi qu'au-dessus une cloche GFM (pour guetteur et fusil mitrailleur). Cette cloche est du modèle 1929, d'1,6 mètre de diamètre extérieur, avec 30 cm de blindage (ce cuirassement fait 26 tonnes d'acier) et percé de cinq créneaux. Les fusils mitrailleurs de l'ouvrage étaient chacun protégé par une trémie blindée et étanche (pour la protection contre les gaz de combat). Ils tiraient la cartouche de 7,5 mm à balle lourde (modèle 1933 D de 12,35 g au lieu de 9 g pour la modèle 1929 C). Ces FM étaient des MAC modèle 1924/1929 D, dont la portée maximale est de 3 000 mètres, avec une portée pratique de l'ordre de 600 mètres. L'alimentation du FM se fait par chargeurs droits de 25 cartouches, avec un stock de 14 000 par cloche GFM, 7 000 par FM de casemate et 1 000 pour un FM de porte ou de défense intérieure. La cadence de tir maximale est de 500 coups par minute, mais elle est normalement de 200 à 140 coups par minute,.
Le bloc 7 se limite à une cloche GFM permettant la surveillance et la protection extérieures des deux tourelles voisines.
Enfin, le bloc 8 est à part, isolé à 670 mètres à l'est de l'ouvrage, à la limite orientale du plateau. Le bloc n'est pas relié par galerie au reste de l'ouvrage, il comporte donc une entrée dans un repli de terrain qui était défendue par deux créneaux pour fusil-mitrailleur (sur la porte et sur la façade). La raison d'être de ce bloc est de servir d'observatoire : il est donc équipé de deux cloches, d'une part une cloche GFM et d'autre part une cloche observatoire (type VDP : « à vue directe et périscopique »). Le bloc est aussi équipé de deux créneaux optiques, traversant le mur, l'un vers l'ouvrage de Roquebrune, l'autre vers l'observatoire du Mont-Gros-de-Roquebrune. Le créneau optique est utilisé en cas de défaillance de la liaison téléphonique : il s'agit d'un orifice circulaire de quinze centimètres de diamètre, équipé d'un projecteur pour l'émission et d'une lunette pour la réception (il faut être dans l'axe pour voir la communication).

#### Tourelles d'artillerie

Schéma montrant le système de mise en batterie et d'éclipse d'une tourelle d'artillerie, grâce à un contrepoids.

Les blocs 5 et 6 portent l'armement principal de l'ouvrage, ils sont sa raison d'être : deux tourelles pour chacun deux canons de 75 mm modèle 1933 (il n'y en a que trois autres dans les Alpes, dans les ouvrages de Roche-la-Croix, du Monte-Grosso et de l'Agaisen). Le bloc 5 est la tourelle nord-est (portant le no 201), tandis que le bloc 6 est celle du sud-ouest (no 202). En surface, une fois la tourelle en position éclipsée, seule la calotte blindée (épaisse de 350 mm d'acier) de quatre mètres de diamètre dépasse, reposant sur les voussoirs d'acier de l'avant-cuirasse scellées dans la dalle de béton du bloc. La mise en batterie se fait grâce à un contrepoids de 18 tonnes à l'extrémité d'un balancier, la partie mobile (le fût-pivot, de 130 tonnes) étant déplacée soit par un moteur électrique, soit à la manivelle. Une fois en batterie, la muraille émerge de 1,26 mètre au-dessus de son avant-cuirasse, permettant un tir tous azimuts des canons jumelés ; le pointage en hauteur peut se faire de -9° jusqu'à 40°.
L'approvisionnement en munitions par noria et les culasses semi-automatiques permettent une cadence de tir très rapide : elle est limitée à 13 coups par minute et par pièce pour éviter la surchauffe des tubes (malgré le système de refroidissement par eau), mais facilement doublable en cas de besoin, avec une portée maximale théorique de 11 900 mètres (la frontière italienne est à 9 km, mais la portée utile est inférieure). Un magasin à munitions (M 3) de 800 obus se trouve à l'étage intermédiaire de la tourelle, complété par un second magasin au pied du bloc (M 2),. L'évacuation des douilles usagées se fait par un toboggan qui les descend au pied du bloc. L'évacuation des gaz dégagés par le tir se fait par refoulement à l'extérieur, les blocs étant en légère surpression. Les prises d'air sont protégées en surface par de petits champignons d'acier.

### Éléments annexes
La position du mont Agel ne se limite pas à un ouvrage enterré : s'y rajoutent un vieux fort datant de la fin du XIXe siècle, deux casemates d'instruction, des positions d'artillerie et des observatoires.

#### Ancien fort du Mont-Agel
L'extrémité sud-ouest du plateau sommital, qui y culmine à 1 148 mètres d'altitude, est occupée par un vieux fort, construit de 1888 à 1892. Il s'agit d'un réduit polygonal presque rectangulaire, de type Séré de Rivières tardif (après la crise de l'obus-torpille) : sa façade (de sept mètres de haut) porte la mention « 1888 FORTERESSE du MONT-AGEL 1892 ». Il portait aussi le nom de « fort Catinat » (en référence au maréchal Nicolas de Catinat), faisant partie de la place forte de Nice. L'ensemble du plateau sommital est ceint d'une escarpe en pierre d'environ trois kilomètres de long.
Le réduit de 180 mètres du nord au sud et de 72 m de large est construit en calcaire blanc ; un fossé creusé à l'explosif dans la roche, défendu par une caponnière-caverne double, sépare la face du fort du reste du plateau. Au centre du fort, une cour intérieure donne accès à la caserne en partie creusée dans la roche, cette caserne comportant sept travées avec deux niveaux. Un magasin à poudre sous roc, des citernes et un grand four à pain complètent l'ensemble. Lors de la construction de la ligne Maginot puis au moment de la mobilisation, ce réduit est intégré à la position. La route d'accès (à une voie, interdite à la circulation) au mont grimpe en dix lacets le versant méridional du mont Agel, puis longe la muraille occidentale du fort (sa « gorge »).

#### Casemates d'instruction
Le mont Agel a la particularité d'abriter deux casemates d'instruction, qui avaient pour utilité de servir à former les artilleurs des régiments d'artillerie de position affectés aux ouvrages Maginot. Les fantassins des bataillons alpins de forteresse dispose d'une autre casemate d'instruction près de l'Agaisen.
La première se trouve juste à l'est du réduit (43° 46′ 16,84″ N, 7° 25′ 13,61″ E), à 1 133 mètres d'altitude, avec un créneau pour un canon de 75 mm modèle 1931. La seconde se trouve à l'extrémité nord du plateau (43° 46′ 40,54″ N, 7° 25′ 25,1″ E), avec deux créneaux pour mortier de 81 mm modèle 1932. Le champ de tir des deux casemates correspondait à la crête du versant nord du mont Agel.

#### Positions d'artillerie

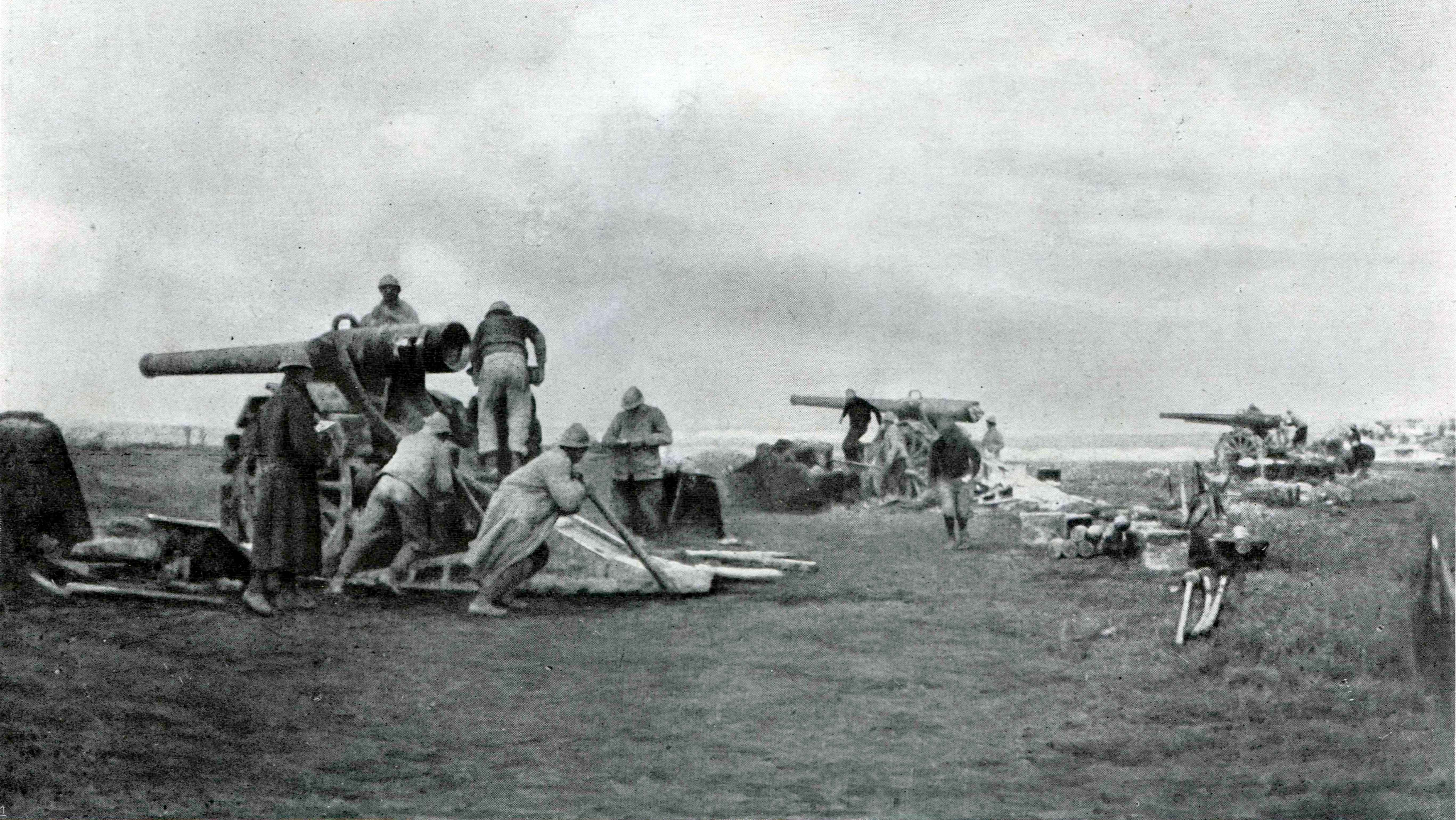
Une batterie de canons de 155 mm long modèle 1877 tirant lors de l'offensive de Champagne d'octobre 1915. Cette pièce ancienne équipe encore massivement les régiments d'artillerie de position en juin 1940.

De 1927 jusqu'à 1940, une batterie d'artillerie stationnait sur le mont Agel, utilisant les plateformes du réduit (le fort Séré de Rivières) ou sur des positions aménagées sur le plateau, dans les deux cas à l'air libre. À partir d'août 1939, il s'agissait de la 1re batterie du 157e régiment d'artillerie de position, qui aligne deux canons de 220 mm L 1917, deux de 155 mm L 1916 et quatre de 155 mm L 1877. Ces deux tubes de 220 mm et les deux 155 mm L 1916 avaient pour rôle de frapper le littoral jusqu'à Bordighera.
S'y rajoutait en contrebas au sud du mont la position d'artillerie de Fontbonne (sur l'actuel emplacement du centre émetteur de Fontbonne), où était positionnée la 4e batterie du 157e RAP : huit canons de 155 mm L 1877 et deux de 75 mm 1897.
L'artillerie de position a hérité de pièces d'artillerie anciennes, à la portée plutôt limitée, tirant lentement et peu mobiles. En 1940, le canon de 155 mm long modèle 1877 de Bange, alors la pièce la plus courante de l'artillerie lourde française, a 63 ans ; ce canon de 5,7 tonnes sur affût S & P (« de siège et de place », très haut) envoie des obus de 40 à 43 kg a une portée maximale de 10 km, avec une cadence de tir d'un coup par minute. Le 155 mm long modèle 1916 Saint-Chamond fait treize tonnes (un élément important quand il s'agit d'emprunter les routes de montagne : la pièce en position route fait 11,4 m de long pour 2,47 m de large) et tire jusqu'à 18 km huit obus de 43 kg en cinq minutes. Quant au canon de 220 mm long modèle 1917 Schneider, il fait 23 tonnes (le tube seul fait 7,6 m de long) et tire jusqu'à 22,8 km ses obus de 105 kg à raison de quatre coups en cinq minutes,.
En complément, une pièce d'artillerie lourde sur voie ferrée stationne en juin 1940 en gare de La Trinité-Victor ou de Peillon-Sainte-Thècle (les virages sont utilisés pour le pointage) juste à l'est du mont Agel : il s'agit du canon de 340 mm modèle 1912 B ALVF no 5024 « La Marne », de la 1re section de la 7e batterie du 372e RALVF. Bien qu'il n'effectua aucun tir en 1940, Un tel canon pouvait tirer sur Bussana (à l'est de San Remo).

#### Observatoires

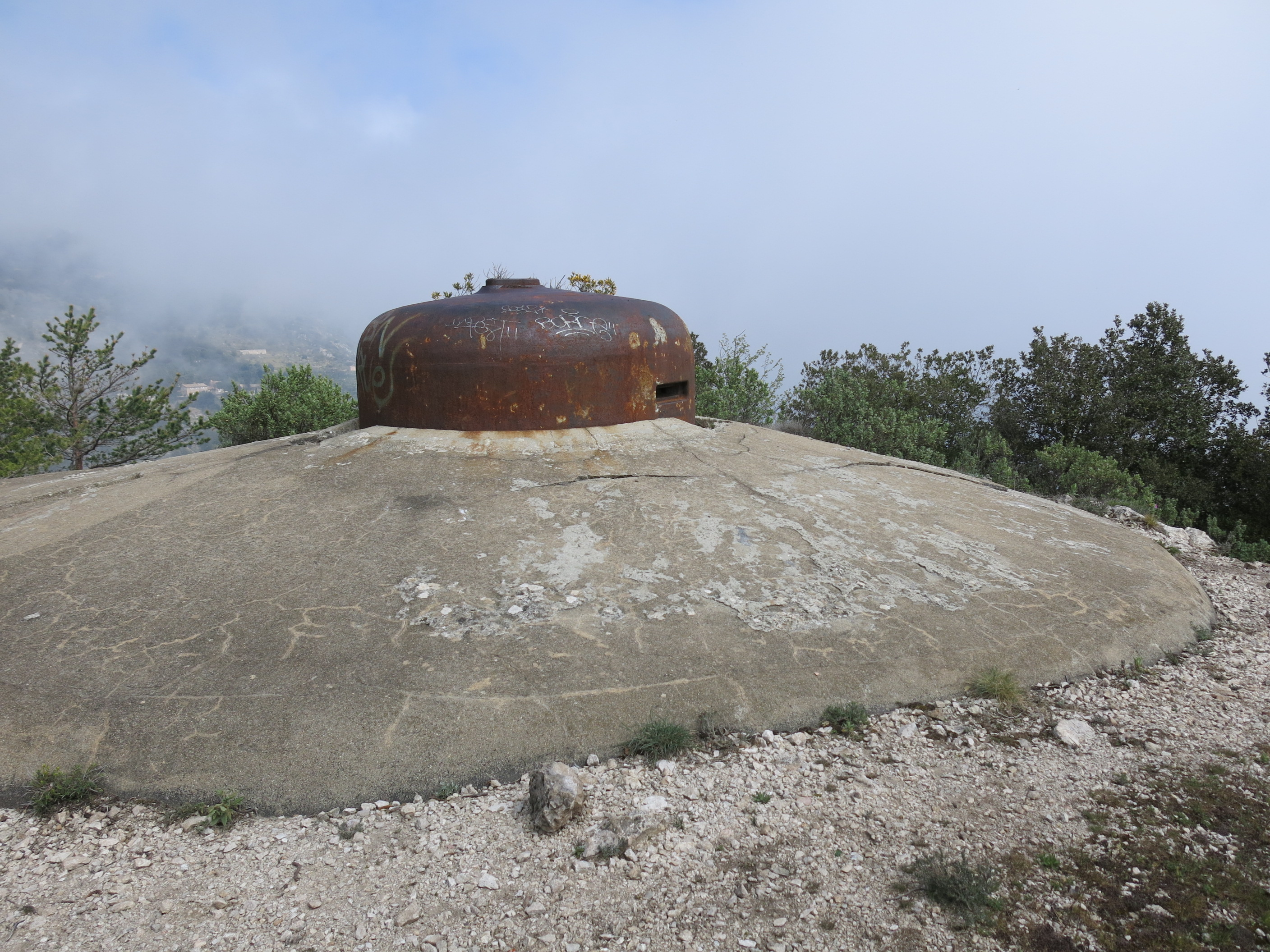
La cloche VDP de l'observatoire du Mont-Gros-de-Roquebrune en 2015.

Plusieurs observatoires éloignés sont rattachés à l'ouvrage du Mont-Agel, reliés par câbles téléphoniques enterrés à son PC artillerie :
- la cloche VDP (« à vue directe et périscopique ») de l'observatoire Est du Mont-Agel (bloc 8), indicatif O 25 ;
- la cloche GFM (qui sert d'observatoire auxiliaire, équipé d'un périscope type J 2 avec un grossissement de sept fois) de l'observatoire Est du Mont-Agel, indicatif O 26 ;
- la cloche VDP de l'observatoire du Mont-Gros-de-Roquebrune, indicatif O 27, suppléant celui de l'ouvrage quand il est dans le brouillard ;
- l'abri nord du Mont-Agel, indicatif O 28 ;
- la cime des Cabanelles, correspondant à la cote 1090, indicatif O 29[7].

Tous les observatoires et toutes les unités du sous-secteur des Corniches pouvaient demander par téléphone, par radio ou par fusée un soutien d'artillerie, en passant par le commandement de l'artillerie du sous-secteur qui attribue alors les missions de tir aux différentes batteries d'ouvrage ou d'intervalle.

## Historique
Au tout début de la période moderne, des fortifications sont érigées sur le mont Agel ; lors de la guerre de Succession d'Espagne, elles sont prises en 1705 en marge du siège de Nice. Le comté de Nice devient français en 1860 par le traité de Turin. Un réduit et six batteries d'artillerie sont aménagés au sommet du mont Agel de 1888 à 1892.

### Construction
En 1927, les discours de Benito Mussolini réclamant le rattachement de Nice, de la Savoie et de la Corse, ainsi que des incidents de frontière, ont pour conséquences le retour des garnisons françaises dans les anciens forts de haute montagne, puis en 1928 le début de la construction de nouvelles fortifications : la ligne Maginot. Dès le début, la modernisation du vieux fort sur le mont Agel est envisagé, en plus du barrage à Roquebrune-Cap-Martin, pour couper l'accès à Nice.
L'avant-projet de novembre 1929 prévoyait un ouvrage comportant quatre casemates sous roc à l'extrémité orientale du plateau, tirant vers l'est (donc frontalement) pour chacun un canon-obusier de 75 mm, ainsi que quatre autres casemates pour canon de 145 mm (une arme alors en projet, avec 24 km de portée maximale). Le projet du 22 octobre 1930 examiné par la Commission d'organisation des régions fortifiées (CORF) modifie l'organisation de l'ouvrage, les casemates d'artillerie étant transformées en tourelles, à raison de deux pour 75 mm (à deux tubes chacun) et une pour un 145 mm. Si les deux tourelles de 75 mm sont réalisées (blocs 5 et 6), celle pour un canon long de 145 mm (cette tourelle étant seulement tournante et non éclipsable, la volée du canon dépassant) est ajournée et finalement jamais construite. Cette dernière devait être le bloc 9, positionné au nord-est des entrées (à l'emplacement de l'actuel radôme).
Le chantier est confié à l'entreprise Thorrand & Cie par le marché signé le 24 novembre 1930. La construction dure du 24 novembre 1931 jusqu'au 31 juillet 1933, pour un coût total de 23 millions de francs (valeur de décembre 1936) (bloc 8 compris), dont un million rien que pour le téléphérique.

### Équipage
La garnison de l'ouvrage (à l'époque on parle d'équipage) est interarmes, composée de fantassins, d'artilleurs et de sapeurs. En temps de paix, elle est fournie par des unités de la 15e région militaire : le 10 avril 1934, le 5e bataillon du 3e régiment d'infanterie alpine (le 3e RIA) est créé pour fournir les équipages du sous-secteur, avec garnison à Nice. En octobre 1935, le bataillon est renommé en 76e bataillon alpin de forteresse (le 76e BAF), dépendant de la 58e demi-brigade alpine de forteresse (la 58e DBAF), cette dernière ayant la charge de tous les ouvrages du secteur fortifié des Alpes-Maritimes. Les artilleurs sont depuis avril 1935 ceux de la 1re batterie du 157e régiment d'artillerie à pied (157e RAP), renommé en octobre 1938 157e régiment d'artillerie de position, tandis que les sapeurs sont issus des 7e (pour les électromécaniciens) et 28e (pour les télégraphistes) régiments du génie.
Lors de la mise sur pied de guerre d'août 1939, l'application du plan de mobilisation fait gonfler les effectifs avec l'arrivée des réservistes (surtout des frontaliers et des Niçois) et entraine le triplement des bataillons les 24 et 25 août : la 3e compagnie du 76e BAF donne naissance au 86e BAF, au sein de la 58e DBAF. Ce 86e BAF, dit « de réserve série A », a la charge du quartier de Sainte-Agnès, c'est-à-dire les ouvrages du Col-des-Banquettes, de Sainte-Agnès, du Col-de-Garde et du Mont-Agel, les avant-postes de La Péna et de La Colletta, ainsi que quelques petits blockhaus. Les artilleurs sont désormais ceux de la 10e batterie du 157e RAP (créé autour des Ier et IVe groupes du 157e RAP), tandis que les sapeurs sont regroupés depuis le 27 août 1939 dans le 215e bataillon du génie de forteresse (commun à tout le secteur). Pour l'ouvrage du Mont-Agel, l'équipage total était de 194 soldats et sous-officiers, encadrés par sept officiers, formant l'équipage d'ouvrage no 11 (EO 11).

### Combats de 1940
Le royaume d'Italie déclare la guerre à la République française et au Royaume-Uni le 10 juin 1940, mais étant donné l'enneigement tardif pour la saison, les Italiens retardent leur attaque. Le 14 juin, des soldats italiens franchissent la frontière, rencontrant la section d'éclaireurs-skieurs du 25e BCA, qui demande par fusée des tirs d'arrêt, ce qui déclenche la réponse d'une partie de l'artillerie du sous-secteur : les tourelles du Mont-Agel ouvrent le feu à partir de 5 h 30 avec 64 obus sur les points de passage frontaliers. Une autre rafale de 32 obus est envoyée le 16 juin vers minuit, puis de 50 obus le 18 juin.
Le 20 juin, la tourelle du bloc 6 tire sur la route littorale côté italien, juste devant l'avant-poste de Pont-Saint-Louis. Le 22 juin, les deux tourelles harcèlent avec plusieurs centaines d'obus les Italiens qui ont pénétré dans Menton et ceux qui attaquent l'avant-poste de Pierre-Pointue. À 10 h 12, le tir d'une des tourelles pendant quatre minutes avec 144 obus endommage un train blindé italien à la sortir du tunnel du cap Mortola, détruisant trois canons et tuant une partie du personnel. Le 23 juin, les tourelles font des tirs d'arrêt (avec un millier d'obus) sur Menton, puis en soirée sur Roquebrune-Cap-Martin. Le 24 juin vers 17 h, le tir d'un canon de 155 mm modèle 1916 installé sur le mont Agel incendie un train de munitions en gare de Vintimille, déclenchant un feu d'artifice qui dure toute la nuit. Vers 21 h, les tourelles font leurs derniers tirs sur la frontière. C'est un total de 3 000 obus en 121 tirs qui furent expédiés par les tourelles du Mont-Agel du 14 jusqu'au 25 juin à 0 h 35 (entrée en application de l'armistice entre l'Italie et la France).

### Occupation et libération
La garnison française désarme et évacue l'ouvrage pendant les premiers jours de juillet, la partie alpine de la ligne Maginot se trouvant intégralement dans la zone démilitarisée en avant de la petite zone d'occupation italienne (Menton est occupée, quasi annexée). En novembre 1942, l'occupation italienne s'étend jusqu'au Rhône (invasion de la zone libre), la Guardia alla frontiera installant un de ses postes de commandement sur le mont.
Le 8 septembre 1943, les troupes allemandes remplacent celles italiennes (conséquence de l'armistice de Cassibile), y concentrant de l'artillerie. Après le débarquement de Provence, les canons allemands du mont Agel tirent sur les troupes américaines et françaises à partir du 1er septembre 1944. Une partie de la garnison évacue lors de la nuit du 5 au 6 ; les croiseurs alliés font des tirs sur le plateau, forçant le reste de la garnison à se réfugier dans les galeries ; ils se rendent le 7 sans détruire l'artillerie. Le 15, le groupe FFI Gaby désamorce les différentes charges explosives allemandes placées dans l'ouvrage (environ 200 kg de dynamite). Si les tourelles sont intactes, la façade du réduit a subi des coups tirés par l'artillerie navale, faisant tomber son sommet.

### Base aérienne
Depuis 1953, le mont Agel est utilisé comme station radar par l'Armée de l'air française. Le site appartenait jusqu'en 2012 à la base aérienne 943 Nice, puis désormais il s'agit de l'« élément air rattaché » à la base aérienne 125 d'Istres (EAR 0B.943). Deux grands radômes ont été installés en surface, visibles de loin : l'un au-dessus du réduit, l'autre un peu plus au nord-est. Un petit héliport a été aménagé entre les deux tourelles ; celles-ci ont été couvertes avec de la tôle en forme de cône dans les années 1950.
Le téléphérique a été entretenu jusqu'en 1965, puis abandonné car l'émetteur de Radio Monte-Carlo (installé en 1948, en ondes moyennes) perturbait les liaisons téléphoniques entre les deux gares du téléphérique (le câble étant à nu).

### État actuel
L'ensemble du plateau du mont Agel est encore terrain militaire, surveillé par un escadron de protection des fusiliers commandos parachutistes de l'air. Les visites sont très rarement autorisées sur un site aussi sensible. La caserne et la cuisine souterraines n'ont plus leur équipement, mais les tourelles d'artillerie sont en bon état, avec les tubes encore en place. Le téléphérique n'existe plus : le moteur, les poulies, le câble ainsi que plusieurs pylônes ont été retirés.